# Sunitha Krishnan
Sunitha Krishnan (née en 1972) est une activiste sociale indienne et cofondatrice de Prajwala, une organisation non gouvernementale qui sauve, réhabilite et réintègre dans la société les victimes de la traite à des fins sexuelles.
Krishnan travaille dans les domaines de la lutte contre la traite des êtres humains et de la politique sociale. Son organisation, Prajwala, héberge des femmes et des enfants et possède l'un des plus grands foyers de réadaptation du pays. Elle permet aux organisations de gérer conjointement une gamme de services de protection et de réhabilitation pour les femmes et les enfants victimes de la traite à des fins d'exploitation sexuelle commerciale. En 2016, elle reçoit le Padma Shri, la quatrième récompense civile la plus importante en Inde.

## Jeunesse
Krishnan est né à Bangalore, de Raju Krishnan et Nalini Krishnan originaires de Palakkad parlant Malayalam. Très tôt, elle voyage dans presque tout le pays avec son père, qui travaille pour le département d'enquête de l'État qui réalise des cartes.
La passion de Krishnan pour le travail social se manifeste quand, à l'âge de huit ans, elle commence à enseigner la danse à des enfants souffrant de troubles mentaux. À l'âge de douze ans, elle dirige des écoles dans des bidonvilles pour enfants défavorisés. À l'âge de quinze ans, alors qu'elle participe à une campagne d'alphabétisation de la communauté dalit, Krishnan est violé par huit hommes. Ils n'aiment pas qu'une femme interfère avec ce qu'ils revendiquent comme « la société de l'homme ». Ils la battent tellement qu'elle finie partiellement sourde d'une oreille. Cet incident est ce qui la pousse vers le travail contre le trafic d'êtres humains.
Krishnan étudie dans les écoles du gouvernement central à Bangalore et au Bhoutan. Après avoir obtenu un baccalauréat en sciences de l'environnement du St. Joseph's College de Bangalore, elle obtient son Master of Social Work (en) (médecine et psychiatrie) à Roshni Nilaya, Mangalore.

## Carrière
En 1996, Krishnan est arrêtée - avec plus d’une douzaine d’autres militants - pour avoir protesté contre la mise en scène du concours Miss Monde à Bangalore, sa ville natale. Comme elle joue un rôle de premier plan dans l’organisation des manifestations, Krishnan passe deux mois en garde à vue.
Lorsque Krishnan est libérée de prison, elle découvre que ses parents ne sont pas favorables à ses choix ou à son style de vie. Afin de prendre un nouveau départ, elle décide de s'installer à Hyderabad pour rejoindre People Initiative Network (PIN) en tant que coordinatrice du programme destiné aux jeunes femmes. Krishnan s'implique dans les problèmes de logement des habitants de taudis : Quand les maisons des riverains de la rivière Musi doivent être détruites au bulldozer pour un projet « d'embellissement », elle rejoint la campagne pour le droit au logement de PIN, organise des manifestations et bloque le projet. C'est à Hyderabad qu'elle rencontre Jose Vetticatil, alors directeur de Boys' Town, une institution catholique dirigée par les frères de Saint-Gabriel, qui réhabilitent et forment les jeunes à risque en leur fournissant des compétences professionnelles qui leur offre des emplois en Inde et à l'étranger,.
En 1996, les travailleuses du sexe vivant à Mehboob ki Mehandi, une zone difficile à Hyderabad, sont évacuées. En conséquence, des milliers de femmes, prises au piège de la prostitution, se retrouvent sans abri. Avec l'aide de Jose Vetticayil, Krishnan ouvre une école de transition dans le bordel laissé vacant pour éviter que la deuxième génération ne soit victime de trafic. À ses débuts, Krishnan doit vendre ses bijoux et même la plupart de ses ustensiles ménagers pour joindre les deux bouts avec Prajwala.

Aujourd'hui, Prajwala repose sur cinq piliers : prévention, sauvetage, réhabilitation, réintégration et plaidoyer. L'organisation apporte un soutien moral, financier, juridique et social aux victimes et veille à ce que les auteurs soient traduits en justice. En 2013, Prajwala a sauvé, réhabilité ou aidé plus de 12 000 survivants de la traite à des fins sexuelles, et l’ampleur de leurs opérations en fait le plus grand refuge contre la traite des êtres humains au monde. 
 L'enthousiasme de Mme Krishnan se répercute facilement sur ceux qui l'entourent également. En tant qu’ancienne collègue, 'Travailler avec Sunitha est comme une expérience d’apprentissage constante, avec des défis de tous les instants, incitant le personnel à exploiter son potentiel. Elle surveille mais également encadre son personnel dans tous les domaines du travail et de la vie. Son espoir éternel, sa passion, sa lutte acharnée pour atteindre les objectifs fixés pour elle-même et pour Prajwala (en réalité synonyme) inspirent également l'équipe à rester concentrée sur la cause'. 
 Le programme de prévention « pour la deuxième génération » de l'organisation est mis en œuvre dans 17 centres de transition et permet d'empêcher des milliers d'enfants de mères prostituées d'entrer dans le commerce sexuel. Prajwala exploite également un centre d'hébergement pour enfants et adultes victimes du trafic sexuel, dont beaucoup sont séropositifs. Krishnan non seulement dirige ces interventions, mais pilote également un programme de réhabilitation économique qui forme les survivants à la menuiserie, au soudage, à l’imprimerie, à la maçonnerie et à l’entretien ménager.
Prajwala compte plus de 200 employés, mais Krishnan dirige l’organisation en tant que bénévole à temps plein - une décision qu’elle prend très tôt dans sa vie. Elle gagne de l'argent, avec l'aide de son mari, en écrivant des livres et donnant des discours et des séminaires sur la traite des êtres humains dans le monde entier. Elle est mariée à Rajesh Touchriver (en), un cinéaste, directeur artistique et scénariste indien, qui a réalisé plusieurs films en collaboration avec Prajwala. Un des films, Anamika, fait maintenant partie du programme de l'Académie de la police nationale tandis qu'un autre, Naa Bangaaru Talli, remporte trois prix nationaux en 2014.

### Politique sociale
En 2003, Krishnan rédige des recommandations pour la réhabilitation des victimes de la traite à des fins sexuelles dans l’Andhra Pradesh, lesquelles sont adoptées par le gouvernement de l’État en tant que politique de sauvetage et de réhabilitation des victimes de la traite à des fins d’exploitation sexuelle à des fins commerciales. Les États du Karnataka, du Maharashtra, du Tamil Nadu, du Bengale occidental, de l'Uttar Pradesh et de Delhi s'inspirent maintenant des stratégies de Krishnan pour adopter des politiques de sauvetage similaires.
Mme Krishnan estnommée conseillère de la politique Nirbhaya du gouvernement du Kerala en faveur des femmes et des enfants visant à lutter contre la violence sexuelle et la traite des êtres humains en 2011. Le programme, qui est élaboré à l’origine par Krishnan, est coordonné par divers ministères, tels que celui du bien-être social, le SC/ST, la police, la santé, le travail et les collectivités locales, en collaboration avec des ONG. Cependant, elle démissionne de cette fonction consultative le 4 août 2014, exprimant son angoisse et sa frustration devant le manque de volonté politique de mettre en œuvre la politique Nirbhaya. En mars 2015, dans le cadre d'un « mouvement de repentance », le gouvernement réintroduit Sunitha Krishnan dans son programme Nirbhaya en lui conférant davantage de pouvoir décisionnel grâce au rôle de directrice honoraire.
Aux États-Unis, Sunitha Krishnan rencontre des auditoriums remplis d'étudiants afin de les sensibiliser, de les mettre en garde de ne pas s'impliquer dans l'industrie du trafic du sexe et de susciter un nouveau militantisme. En plus de mener la toute première campagne nationale contre le trafic sexuel visant les adolescentes en collaboration avec le gouvernement de l'État et divers organismes de financement internationaux, elle lance également la campagne Men Against Demand avec le slogan « Real Men Don't Buy Sex » qui atteint 1,8 milliard de personnes dans le monde.
Elle est aussi nommée membre de la Commission des femmes de l'État d'Andhra Pradesh et contribue au nouveau projet de loi indien sur le viol, qui est adopté par le Parlement en 2013 afin d'accroître les mesures punitives contre la violence et les agressions sexuelles.

### Assistance juridique
Forte de son expérience personnelle, Krishnan comprend que sans politique officielle de la part de l’État, aucune activité sociale ni aucun activisme au niveau local ne suffisent. Elle entreprend donc de nouer des partenariats avec divers services de police, en particulier la Cellule de protection des femmes et l'Unité de lutte contre la traite des êtres humains. Krishnan lance le tout premier centre de conseil en matière de crise au commissariat de police d'Afzalgunj - un projet pilote de collaboration entre la police et des ONG pour intercepter le trafic sexuel. Elle persuade le gouvernement de l'Andhra Pradesh de travailler avec elle à la répression de ce crime organisé et contribue à la condamnation de plus de 150 trafiquants.
Krishnan organise également des ateliers de sensibilisation à l'intention de milliers de hauts fonctionnaires de police, juges, procureurs et membres du Comité de protection de l'enfance afin de leur fournir la compréhension et les compétences requises pour traiter efficacement les affaires de traite des êtres humains et plaider en faveur de tribunaux adaptés aux enfants. En conséquence, le personnel de police allant des surintendants aux sous-inspecteurs sont formés à la manière de combattre le crime et de répondre aux besoins psychosociaux des victimes pendant et après le sauvetage.
En 2015, après la campagne #ShameTheRapist, le logeur lance un ultimatum pour changer de lieu son unité de réadaptation économique basée à Falaknuma, à Hyderabad. Avec le temps et les ressources disponibles, Krishnan choisit de financer par crowdfunding le déficit de financement nécessaire pour déménager dans un nouveau lieu. Elle reçoit plus de 225 000 dollars sur la plate-forme de financement participatif appelée goCrowdera.com afin de construire un refuge d'urgence pour les victimes secourues.

### Sensibilisation des médias
En 2009, Krishnan prononce un discours lors de la conférence TED Inde sur la traite des êtres humains à Infosys Campus, Mysore, qui a été visionné plus de 2,5 millions de fois dans le monde. 
 « Elle a fait tomber la maison à Mysore aujourd'hui. Et par là, je veux dire qu'elle a brisé le cœur et incité les gens à passer à l'action. Le public a douloureusement écouté certaines des histoires des plus de 3 200 filles qu'elle a sauvées, des filles qui ont enduré des tortures inimaginables et qui pourtant ont trouvé la volonté de guérir et de s'épanouir… Sa voix puissante et son langage corporel puissant ne pourrait prétendre avoir mal compris son but. » 
 Son apparition en juillet 2012 dans l’émission télévisée d’Aamir Khan, Satyamev Jayate, permet non seulement d’obtenir des sommes énormes, mais également de réseauter avec des propriétaires d’entreprises souhaitant proposer des emplois aux survivants. Elle apparaît également dans test open at Open Heart with RK qui est visionné par des millions de télougous à travers le monde. En outre, Krishnan sensibilise plus de 3 000 sociétés par le biais des conférences INK et The Indus Entrepreneurs (TiE), qui ont un impact profond sur les participants.

### Tournage
Au début de sa carrière, Krishnan se lance dans la création de films en tant qu'outil de plaidoyer. Elle conceptualise et scénarise 14 films documentaires sur des questions d’intérêt social telles que les jeunes et le VIH / sida, les mariages entre cheikhs, l’inceste, la prostitution, la traite à des fins sexuelles et les émeutes communautaires, entre autres. Parmi les films auxquels elle contribue à développer et à coproduire, citons :
- Mein Aur Meri Sanchaien (hindi)[42]
- Needalu: An Insider’s view into the World’s Largest Criminal Enterprise[43]
- The Man, His Mission (20 minutes, hindi)
- Bhagnagar (10 minutes, hindi)[44]
- On Freedom and Fear (30 min, télougou, anglais)
- The Sacred Face[45]
- Me & Us (23 minutes, anglais)
- Astha - An Ode to Life (25 minutes, anglais)[46]
- A Chance to Live (25 minutes, anglais)
- Anamika – The Nameless (28 minutes, télougou, hindi)
- Building Bridges[47]
- Aparajita
- Naa Bangaru Talli (films primé au niveau national)

Le documentaire de 2005 Anamika — The Nameless remporte le prix AC dans la catégorie « Meilleur prix étranger », le meilleur montage du Festival de Grenade et le prix du meilleur documentaire au Hyderabad International Film Festival (en). Le film The Sacred Face, brise également le silence sur les horreurs de l'inceste perpétrées par les hauts responsables à Hyderabad.
En janvier 2013, Sunitha Krishnan, en collaboration avec Suntouch Productions, lance un long métrage bilingue sur la traite à des fins sexuelles intitulé Ente en malayalam et Naa Bangaaru Talli en télougou. Naa Bangaru Talli remporte 5 prix internationaux en 2013 dont le prix du meilleur long métrage au Trinity International Film Festival, États-Unis et le prix d'excellence de l'IFFCRM en Indonésie. Il remporte aussi 3 prix aux 61e National Film Awards à New Delhi et est projeté au 4e Festival international du film de Pékin, en 2014.

### Recherches et publications
En 2002, Krishnan et le frère Jose Vetticatil mène une recherche-action et publie un document intitulé The Shattered Innocence sur le trafic entre l'Andhra Pradesh et les autres États indiens, révélant la réalité et l'ampleur du crime ainsi que le profil démographique des communautés vulnérables. Lors de la soumission de ce rapport au gouvernement, une consultation au niveau de l’État sur la nécessité d’une approche multisectorielle pour traiter le problème est lancé.
Parmi les autres livres qu'elle a publiés, citons :
- Caregiver's Manual on Sex Trafficking: A guide to creating a healing space to restore dignity for victims
- From Despair to Hope: A Handbook for HIV/AIDS Counselors
- Living Positively: A series of 8 resource guides for barefoot HIV counselors on community-based care & support
- Handbook for Anti-Trafficking Partners of Andhra Pradesh: A State Resource Directory of Service Providers

## Menaces et attaques
Krishnan est agressée physiquement 14 fois et reçoit régulièrement des menaces de mort. Elle raconte qu'une fois, une fourgonnette Sumo a délibérément percuté son rickshaw automatique, mais elle s'en sort sans blessures graves. Elle survit également à une attaque à l'acide au visage. La bonne fortune la sauve une troisième fois lorsqu'elle est la cible d'une tentative d'empoisonnement. Sunitha Krishnan dit que ces agressions ne font que renforcer sa détermination à poursuivre sa croisade contre le trafic d'êtres humains.
En 2012, un militant dirige une attaque contre l'un des centres de transition de Prajwala à Kalapather. Une foule de jeunes musulmans avec des affiches et des impressions du site Web de Prajwala organisent une Dharna (en) devant son école. Les médias reprennent l'histoire en présentant des informations partiales, insinuant que Prajwala diffame les femmes musulmanes pour avoir accès à des fonds étrangers. Des centaines de musulmans attaquent le centre avec des épées, des chaînes et des pierres. Leur chef déclare alors haut et fort qu'il tuera Krishnan et « la coupera en morceaux ». Il menace aussi de faire fermer tous ses autres centres.

## Récompenses et honneurs

### 2016-2018
- India Times la classe parmi les 11 Human Rights Activists Whose Life Mission Is To Provide Others With A Dignified Life[59]
- 2017 : PRAYUKTI SAMMAAN par Dainik Prayukti (en) au Constitution Club of India, Delhi[60].

### 2013-2015
- 2015 : 24e Prix commémoratif de la Fondation Yudhvir[61]
- 2014 : Prix Mère Teresa (en) pour la justice sociale[62]
- 2014 : Prix de l'innovation CIVICUS[63]
- 2014 : Prix Kairali Ananthapuri, Mascate[64]
- 2014 : Prix People of the Year du livre des records de la LIMCA[65]
- 2014 : Prix Femme de substance, Rotary Club de Bombay[66]
- 2013 : Prix Anita Parekh pour l'autonomisation des femmes, Rotary Club de Bombay[67]
- 2013 : Prix national Amodini Godfrey Phillips[68]
- 2013 : Living Legends Award de la Human Symphony Foundation[69]
- 2013 : Prix Mahila Thilakam, Gouvernement du Kerala[70]

### 2011-2012
- 2011 : Prix de la femme de l'année Aakruthi, Rotary International[71]
- 2011 : Prix de la personne de l'année Indiavision[72]
- 2011 : Prix des droits de l'homme, Partenariat mondial Vital Voices[73]
- 2011 : Prix Garshom Pravasi Vanitha[74],[75],[76]

### 2002-2010
- 2009 : Femme de l'année Vanitha, Manorama Publications[77]
- 2008 : Prix de héros réel CNN-IBN, Fondation Reliance[78]
- 2002 : Bourse Ashoka[2]

La réalisatrice malayalam Vineeth Sreenivasan s'inspire de sa vie pour développer l’histoire de son film, Thira (film) (en).